# Lhotka nad Labem
Lhotka nad Labem – gmina w Czechach, w powiecie Litomierzyce, w kraju usteckim. 1 stycznia 2014 liczyła 434 mieszkańców.